# Claudia Lepping
Claudia Lepping (* 2. Juli 1968) ist eine deutsche Leichtathletin und Dopingbekämpferin.

## Leben
Lepping war viermal Deutsche Jugendmeisterin (über 100 und 200 Meter im Freien sowie 60 und 200 Meter in der Halle). 1986 wurde die für die LG Marl-Bertlich startende Lepping Deutsche Hallenvizemeisterin über 200 Meter. Bei den Juniorenweltmeisterschaften im selben Jahr errang sie über die 100-Meter-Strecke den fünften Rang. Ebenfalls 1986 wurde Lepping Elfte über 200 Meter bei den Europameisterschaften in Stuttgart. Ihre persönlichen Bestleistungen waren 11,56 s über 100 Meter und 23,18 s über 200 Meter. Beide Zeiten lief sie im Sommer 1986.
Lepping sprach sich bereits als aktive Sportlerin gegen Doping aus. Eigener Aussage nach hat sie nie gedopt. Sie sei „beseelt von der Idee, sauber zu bleiben“ gewesen. 1986 wurde sie von Heinz-Jochen Spilker, Trainer des SC Eintracht Hamm, angesprochen. Spilker machte ihr einen Wechsel nach Hamm mit den Worten schmackhaft, ihr zeigen zu sollen, warum die DDR-Sprinterinnen so schnell seien. Lepping dachte dabei eigener Aussage nach an „originelle Trainingsmethoden“. Nach ihrem Wechsel nach Hamm 1987 verdeutlicht sie Spilker, dass sie bei Doping „nicht mitmachen wolle“. In einem Verfahren am Amtsgericht Hamm im Jahr 1994 wurde Spilker „wegen Inverkehrbringens von Fertigarzneimitteln“ zu einer Geldstrafe verurteilt. Unter anderem sei von einer ihrer Hammer Kolleginnen Leppings Beobachtungen zufolge das auf der Dopingverbotsliste stehende Mittel Stromba genommen worden. Die Hammer Athletinnen hätten ihrer Aussage nach vom Freiburger Sportarzt Armin Klümper Blankorezepte erhalten. 1989 zog sich Lepping eine Rückenverletzung zu und beendete wenig später ihre Leistungssportkarriere. Sie absolvierte ein Politikstudium, wurde als Journalistin tätig, arbeitete für den Tagesspiegel sowie als Berlin-Korrespondentin der Stuttgarter Nachrichten und seit Juli 2014 als Pressesprecherin der Vertretung des Landes Nordrhein-Westfalen beim Bund in Berlin. Seit Anfang 2022 ist sie im Bundesministerium für Familie, Senioren, Frauen und Jugend tätig.
Lepping machte den Deutschen Leichtathletik-Verband nach dem Mauerfall und während der Dopingdiskussionen um DDR-Sportler schriftlich auf den Einsatz unerlaubter Mittel in Westdeutschland aufmerksam, was jedoch ablehnend behandelt wurde. In Artikeln, Vorträgen sowie als Gründerin der Internetseite dopingalarm.de setzt sich Lepping im Kampf gegen Doping ein. Gemeinsam mit Werner Franke, Henner Misersky und Gerhard Treutlein gehörte sie zu einer Gruppe von Dopingbekämpfern, die im November 2018 für eine Änderung des Dopingopferhilfegesetzes eintrat, um den mutmaßlichen Betrug bei der Vergabe von Entschädigungszahlungen an Dopingopfer zu verhindern.
Lepping ist Mitautorin des Dossiers Blackbox Doping-Opfer – wie Politik und Öffentlichkeit mit fragwürdigen Zahlen getäuscht werden. Die Tageszeitung resümierte im Dezember 2020: „Hinter den persönlichen Auseinandersetzungen, die vor Berliner Gerichten gelandet sind, liegt ein grundsätzlicher Streit über die Interpretation der Dopinggeschichte im DDR-Sport.“ Die Autoren des Dossiers seien der Überzeugung, dass man als Trainer, Arzt, als erwachsener Athlet, definitiv Nein zum Doping in der DDR sagen konnte, sie sehen deshalb bei der Mehrzahl von ehemaligen erwachsenen DDR-Reisekader-Sportlern eine Mitverantwortung und starke Anhaltspunkte für selbstbestimmtes, wissentlich praktiziertes Doping.